# شهرستان گویده
شهرستان گویده (به لاتین: Guide County) یک منطقهٔ مسکونی در چین است که در ولایت خودمختار هاینان تبتی واقع شده‌است.